# Double dames de badminton aux Jeux olympiques d'été de 2016
Pour un article plus général, voir Badminton aux Jeux olympiques d'été de 2016.
Navigation
Londres 2012 Tokyo 2020

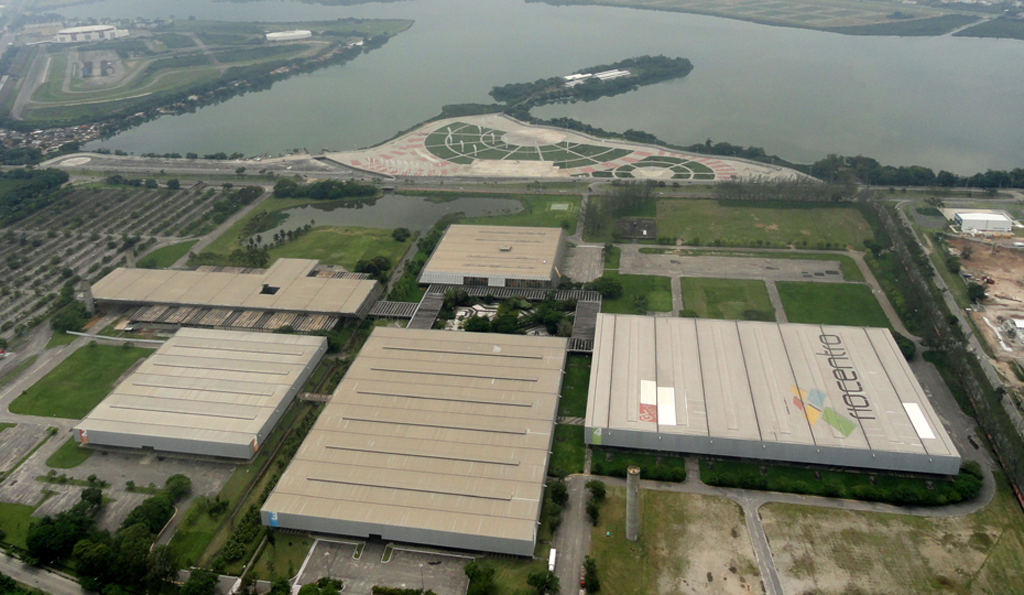
Riocentro, un centre de convention à Rio de Janeiro, Brésil.

Le tournoi de  double dames de badminton aux Jeux olympiques d'été de 2016 de Rio de Janeiro se déroule au Riocentro du 11 au 18 août 2016.

## Format de la compétition
La compétition se déroule en 2 parties : une phase de poule et, à l'issue de celle-ci, une série de matches à élimination directe jusqu'à la finale.

## Têtes de séries
Il n'y a que 4 paires qui sont têtes de série.
| N° | Joueurs                                         | Résultat        | Élimination par                                     |
| -- | ----------------------------------------------- | --------------- | --------------------------------------------------- |
| 1. | Misaki Matsutomo / Ayaka Takahashi (JPN)        | 1re place       | -                                                   |
| 2. | Tang Yuanting / Yu Yang (CHN)                   | 4e place        | Jung Kyung-eun / Shin Seung-chan                    |
| 3. | Greysia Polii / Nitya Krishinda Maheswari (INA) | Quart de finale | Tang Yuanting / Yu Yang (CHN)                       |
| 4. | Jung Kyung-eun / Shin Seung-chan (KOR)          | 3e place        | en demi-finale : Misaki Matsutomo / Ayaka Takahashi |

## Phase de poule
Qualifiés pour les quarts de finale.

### Groupe A
| Joueurs                                             | MJ | G | P | SG | SP | Pts |
| --------------------------------------------------- | -- | - | - | -- | -- | --- |
| Misaki Matsutomo / Ayaka Takahashi (JPN) (1)        | 3  | 3 | 0 | 6  | 0  | 3   |
| Eefje Muskens / Selena Piek (NED)                   | 3  | 2 | 1 | 4  | 3  | 2   |
| Puttita Supajirakul / Sapsiree Taerattanachai (THA) | 3  | 1 | 2 | 2  | 4  | 1   |
| Jwala Gutta / Ashwini Ponnappa (IND)                | 3  | 0 | 3 | 1  | 6  | 0   |

| Date    | Paire 1               | Score               | Paire 2                      |
| ------- | --------------------- | ------------------- | ---------------------------- |
| 11 août | Matsutomo / Takahashi | 21-15, 21-10        | Gutta / Ponnappa             |
| 11 août | Muskens / Piek        | 21-13, 22-20        | Supajirakul / Taerattanachai |
| 12 août | Matsutomo / Takahashi | 21-15, 21-15        | Supajirakul / Taerattanachai |
| 12 août | Muskens / Piek        | 21-16, 16-21, 21-17 | Gutta / Ponnappa             |
| 13 août | Matsutomo / Takahashi | 21-9, 21-11         | Muskens / Piek               |
| 13 août | Gutta / Ponnappa      | 17-21, 17-21        | Supajirakul / Taerattanachai |

### Groupe B
| Joueurs                                         | MJ | G | P | SG | SP | Pts |
| ----------------------------------------------- | -- | - | - | -- | -- | --- |
| Jung Kyung-eun / Shin Seung-chan (KOR) (4)      | 3  | 2 | 1 | 4  | 2  | 2   |
| Christinna Pedersen / Kamilla Rytter Juhl (DEN) | 3  | 2 | 1 | 4  | 2  | 2   |
| Luo Ying / Luo Yu (CHN)                         | 3  | 2 | 1 | 4  | 2  | 2   |
| Eva Lee / Paula Lynn Obanana (USA)              | 3  | 0 | 3 | 0  | 6  | 0   |

| Date    | Paire 1                | Score        | Paire 2                |
| ------- | ---------------------- | ------------ | ---------------------- |
| 11 août | Jung / Shin            | 21-14, 21-12 | Lee / Obanana          |
| 11 août | Luo Ying / Luo Yu      | 21-11, 21-18 | Pedersen / Rytter Juhl |
| 12 août | Jung / Shin            | 21-10, 21-14 | Luo Ying / Luo Yu      |
| 12 août | Pedersen / Rytter Juhl | 21-9, 21-6   | Lee / Obanana          |
| 13 août | Jung / Shin            | 16-21, 18-21 | Pedersen / Rytter Juhl |
| 13 août | Luo Ying / Luo Yu      | 21-14, 21-15 | Lee / Obanana          |

### Groupe C
| Joueurs                                             | MJ | G | P | SG | SP | Pts |
| --------------------------------------------------- | -- | - | - | -- | -- | --- |
| Nitya Krishinda Maheswari / Greysia Polii (INA) (3) | 3  | 3 | 0 | 6  | 0  | 3   |
| Vivan Hoo Kah Mun / Woon Khe Wei (MAS)              | 3  | 2 | 1 | 4  | 2  | 2   |
| Heather Olver / Lauren Smith (GBR)                  | 3  | 1 | 2 | 2  | 5  | 1   |
| Poon Lok Yan / Tse Ying Suet (HKG)                  | 3  | 0 | 3 | 1  | 6  | 0   |

| Date    | Paire 1           | Score               | Paire 2       |
| ------- | ----------------- | ------------------- | ------------- |
| 11 août | Maheswari / Polii | 21-9, 21-11         | Poon / Tse    |
| 11 août | Olver / Smith     | 17-21, 22-24        | Hoo / Woon    |
| 12 août | Maheswari / Polii | 21-10, 21-13        | Olver / Smith |
| 12 août | Poon / Tse        | 15-21, 13-21        | Hoo / Woon    |
| 13 août | Maheswari / Polii | 21-19, 21-19        | Hoo / Woon    |
| 13 août | Poon / Tse        | 17-21, 21-18, 16-21 | Olver / Smith |

### Groupe D
| Joueurs                                 | MJ | G | P | SG | SP | Pts |
| --------------------------------------- | -- | - | - | -- | -- | --- |
| Chang Ye-na / Lee So-hee (KOR)          | 3  | 3 | 0 | 6  | 2  | 3   |
| Tang Yuanting / Yu Yang (CHN) (2)       | 3  | 2 | 1 | 5  | 2  | 2   |
| Gabriela Stoeva / Stefani Stoeva (BUL)  | 3  | 1 | 2 | 2  | 4  | 1   |
| Johanna Goliszewski / Carla Nelte (GER) | 3  | 0 | 3 | 1  | 6  | 0   |

| Date    | Paire 1               | Score               | Paire 2               |
| ------- | --------------------- | ------------------- | --------------------- |
| 11 août | Tang / Yu             | 21-10, 21-11        | Goliszewski / Nelte   |
| 11 août | Chang / Lee           | 24-22, 21-15        | G. Stoeva / S. Stoeva |
| 12 août | Tang / Yu             | 21-14, 21-11        | G. Stoeva / S. Stoeva |
| 12 août | Chang / Lee           | 21-18, 18-21, 21-17 | Goliszewski / Nelte   |
| 13 août | Tang / Yu             | 18-21, 21-14, 11-21 | Chang / Lee           |
| 13 août | G. Stoeva / S. Stoeva | 21-14, 21-19        | Goliszewski / Nelte   |

## Phase à élimination directe
|  | Quarts de finale | Quarts de finale             | Quarts de finale             | Quarts de finale             | Quarts de finale |                   |                             | Demi-finales | Demi-finales       | Demi-finales       | Demi-finales       | Demi-finales       |                    |    | Finales | Finales                     | Finales | Finales | Finales | Finales | Finales |
|  |                  |                              |                              |                              |                  |                   |                             |              |                    |                    |                    |                    |                    |    |         |                             |         |         |         |         |         |
|  | 1                | Matsutomo / Takahashi (JPN)  | 21                           | 18                           | 21               |                   |                             |              |                    |                    |                    |                    |                    |    |         |                             |         |         |         |         |         |
|  |                  | Vivan / Woon (MAS)           | 16                           | 21                           | 9                |                   |                             |              |                    |                    |                    |                    |                    |    |         |                             |         |         |         |         |         |
|  |                  | Vivan / Woon (MAS)           | 16                           | 21                           | 9                | 1                 | Matsutomo / Takahashi (JPN) | 21           | 21                 |                    |                    |                    |                    |    |         |                             |         |         |         |         |         |
|  |                  |                              |                              |                              |                  | 1                 | Matsutomo / Takahashi (JPN) | 21           | 21                 |                    |                    |                    |                    |    |         |                             |         |         |         |         |         |
|  |                  | 4                            | Jung / Shin (KOR)            | 16                           | 15               |                   |                             |              |                    |                    |                    |                    |                    |    |         |                             |         |         |         |         |         |
|  | 4                | 4                            | Jung / Shin (KOR)            | 16                           | 15               | Jung / Shin (KOR) | 21                          | 20           | 21                 |                    |                    |                    |                    |    |         |                             |         |         |         |         |         |
|  | 4                |                              |                              |                              |                  | Jung / Shin (KOR) | 21                          | 20           | 21                 |                    |                    |                    |                    |    |         |                             |         |         |         |         |         |
|  |                  | Muskens / Piek (NED)         | 13                           | 22                           | 14               |                   |                             |              |                    |                    |                    |                    |                    |    |         |                             |         |         |         |         |         |
|  |                  |                              |                              |                              |                  |                   |                             |              |                    |                    |                    |                    |                    |    | 1       | Matsutomo / Takahashi (JPN) | 18      | 21      | 21      |         |         |
|  |                  |                              |                              | Pedersen / Rytter Juhl (DEN) | 21               | 9                 | 19                          |              |                    |                    |                    |                    |                    |    |         |                             |         |         |         |         |         |
|  | 2                | Tang / Yu (CHN)              | 21                           | 21                           |                  |                   |                             |              |                    |                    |                    |                    |                    |    |         |                             |         |         |         |         |         |
|  | 3                | Maheswari / Polii (INA)      | 11                           | 14                           |                  |                   |                             |              |                    |                    |                    |                    |                    |    |         |                             |         |         |         |         |         |
|  | 3                | Maheswari / Polii (INA)      | 11                           | 14                           |                  | 2                 | Tang / Yu (CHN)             | 16           | 21                 | 19                 |                    |                    |                    |    |         |                             |         |         |         |         |         |
|  |                  |                              |                              |                              |                  | 2                 | Tang / Yu (CHN)             | 16           | 21                 | 19                 |                    |                    |                    |    |         |                             |         |         |         |         |         |
|  |                  |                              | Pedersen / Rytter Juhl (DEN) | 21                           | 14               | 21                |                             |              | Médaille de bronze | Médaille de bronze | Médaille de bronze | Médaille de bronze | Médaille de bronze |    |         |                             |         |         |         |         |         |
|  |                  | Pedersen / Rytter Juhl (DEN) | Pedersen / Rytter Juhl (DEN) | 21                           | 14               | 21                | 28                          | 18           | Médaille de bronze | Médaille de bronze | Médaille de bronze | Médaille de bronze | Médaille de bronze | 21 |         |                             |         |         |         |         |         |
|  |                  | Pedersen / Rytter Juhl (DEN) |                              |                              |                  |                   | 28                          | 18           |                    |                    |                    |                    |                    | 21 |         |                             |         |         |         |         |         |
|  |                  | Chang / Lee (KOR)            | 26                           | 21                           | 15               |                   |                             |              |                    |                    |                    |                    |                    |    | 4       | Jung / Shin (KOR)           | 21      | 21      |         |         |         |
|  |                  |                              |                              |                              |                  |                   |                             |              |                    |                    |                    |                    |                    |    | 2       | Tang / Yu (CHN)             | 8       | 17      |         |         |         |

## Sources
- Le site officiel du Comité international olympique
- Site officiel de Rio 2016